# Крыжопольский район
Крыжо́польский райо́н (укр. Крижопільський район) — упразднённая административная единица на юге Винницкой области Украины. Административный центр — посёлок городского типа Крыжополь.

## География
Площадь — 880 км² (19-е место среди районов).

## История
Район образован в 1923 году. 21 января 1959 года к Крыжопольскому району была присоединена часть территории упразднённого Ободовского района.
Население — 48 тыс. человек. 45 населенных пунктов подчинены деревенскому совету и 20 сельским. Район известен высоким развитием зернового хозяйства, мясо-молочного животноводства, урожаями сахарной свеклы. Работают 13 промышленных предприятий, 142 магазины и 40 предприятий общественного питания. 50 школ, профтехучилище, музыкальная школа, 46 клубов и домов культуры, 7 библиотек, 61 киноустановка. Открыто 9 больниц, 31 фельдшерский и фельдшерско-акушерский пункт, 9 профилакториев, 5 колхозных родильных домов и туберкулёзный санаторий

## Демография
Население района составляет 34 617 человек (на 1 июня 2013 года), в том числе городское население 8 974 человека (25,92 %), сельское — 25 643 человека (74,08 %).

## Административное устройство
Количество советов:
- городских — 0
- поселковых — 1
- сельских — 19

## Населённые пункты
Количество населённых пунктов:
- городов районного значения — 0
- посёлков городского типа — 1 (Крыжополь)
- сёл — 36
- посёлков сельского типа — 8

Всего насчитывается 45 населённых пунктов.

## Люди, связанные с Крыжопольским районом
- Сиротюк, Николай Иосифович — украинский писатель и литературовед.
- Смищук, Роман Семёнович — Герой Советского Союза.
- Марцин, Татьяна Филипповна — дважды Герой Социалистического Труда.
- Бычковский, Олег Анатольевич — Герой Советского Союза.
- Яворивский, Владимир Александрович — украинский писатель, политик, народный депутат Украины.